# Hilal al-Quds Club
Der Hilal al-Quds Club (arabisch نادي هلال القدس, DMG Nādī Hilāl al-Quds), meist Hilal Al-Quds genannt, was übersetzt so viel wie Halbmond von Jerusalem heißt, ist ein palästinensischer Sportklub aus Ostjerusalem. Seine Heimspiele in der erstklassigen West Bank Premier League trägt die Mannschaft im 12.500 Zuschauer fassenden Faisal Al-Husseini International Stadium in al-Ram, nahe Jerusalem.

## Geschichte
Der Klub wurde im Jahr 1972 von Mahdi Hijazi begründet. Er umfasst die Sparten Fußball, Boxen, Judo und Karate.
Die Fußball-Abteilung gewann bislang vier Mal die West Bank Premier League, als auch drei Mal den West Bank Cup, sowie einmal den zwischen den Pokal-Siegern vom Gazastreifen und dem Westjordanland ausgespielten Palestine Cup. Dadurch qualifizierte man sich auch schon einige Male für die Teilnahme am AFC Cup, kam jedoch nie über die Gruppenphase hinaus.

## Erfolge
- West Bank Premier League
  - Meister: 2011/12, 2016/17, 2017/18, 2018/19
  - Vizemeister: 2010/11, 2012/13, 2022/23

- West Bank Palestine Cup
  - Sieger: 2011, 2014, 2018
  - Finalist: 1978, 2012, 2016

- Yassir Arafat Cup
  - Sieger: 2014, 2018/19

- West Bank Supercup
  - Sieger: 2011, 2014, 2017, 2018
  - Finalist: 2012

- Palestine Cup
  - Sieger: 2017/18

## Statistik in den AFC-Wettbewerben
- AFC Cup
  - 2015: Play-offs
  - 2018: Play-off-Runde
  - 2019: Gruppenphase
  - 2020: Gruppenphase (Abbruch wegen COVID-19)

- AFC President's Cup
  - 2013: Finalrunde